# Siga pyronia
Siga pyronia là một loài bướm đêm trong họ Crambidae.